# Anxhela Gradeci
Anxhela Gradeci (Albània, 1995) és una doctora de l'Hospital Whittington de Londres reconeguda amb el Premi Internacional Catalunya 2020 per la seva tasca durant la pandèmia de la covid-19.
Va arribar al Regne Unit a finals de la dècada del 1990 amb quatre anys, com a refugiada procedent d'Albània, on hi havia un conflicte armat. Es va llicenciar al University College de Londres en Medicina i Cirurgia i en Ciència en Salut Global. Va començar a treballar com a doctora júnior l'estiu del 2019, i va viure i afrontar els pitjors moments de la pandèmia de la covid-19 treballant en hospitals. Va promoure que els metges portessin fotos seves per ensenyar als pacients la cara de qui els tractava, tapades per les mascaretes. Va ser la cara visible de la campanya per al Dia Mundial dels Refugiats del 2020, i l'alcalde de Londres, Sadiq Khan, va compartir un vídeo amb la seva història. El 2020 va ser reconeguda amb el Premi Internacional Catalunya per la seva tasca durant la pandèmia de la covid-19.